# TA39 (水雷艇)
TA39は第二次世界大戦時のドイツ海軍の水雷艇。トリエステで建造中であったイタリアのアリエテ級水雷艇「ダーガ (Daga)」をイタリアの降伏により1943年9月にドイツが捕獲したものである。
トリエステのC.R.D.A.で建造。1943年1月9日起工。1943年7月15日進水。1944年3月27日就役。「TA39」は魚雷発射管は3連装1基のみであった。
1944年2月12日から8月13日までの間に「TA39」は10度の機雷敷設任務に従事した。
6月25日、「TA39」と「TA38」はトリエステから空襲で大破した「TA22」の支援に向かい、「TA22」は曳航されてトリエステに戻った。
「TA39」は「TA37」、「TA38」とともに7月23-24日、24-25日、26-27日、27-28日に機雷敷設作戦に従事。8月2-3日には「TA38」などとともにイタリア沿岸への、7-8日には「Kiebitz」、「TA38」とともにウマグ沖への機雷敷設作戦に従事。8月12日の機雷敷設作戦では「Kiebitz」などを掩護。8月12-13日には「Kiebitz」、「TA38」、「TA40」と、8月19日には「TA37」、「TA38」、「TA40」とともに機雷敷設作戦に従事。8月27-29日に「Kiebitz」、「TA38」などと、9月8-9日に「Kiebitz」、「TA38」とともにイタリア沿岸への機雷敷設作戦に従事した。
9月、「TA39」と「TA37」、「TA38」の3隻は増援としてアドリア海からエーゲ海へ送られることになり、9月20日に3隻はトリエステを出港した（Odysseus作戦）。9月22日、オトラント海峡を通過中にイギリス駆逐艦「ベルヴォア」および「ウェッドン」と遭遇し攻撃を受けたが、逃走に成功し損害は受けなかった。9月24日、ギリシャのピレエウスに到着。3隻は第9水雷群に編入された。
9月28日、「TA39」と「TA18」、「TA37」、「TA38」は海軍の人員を乗せた「Zeus」、「Lola」とともにピレエウスを出港。翌日船団はサロニカに着いた。
「TA39」と「TA38」は10月1日にスキロス島の北東に、10月2日にイドラ島・Georgios間に、10月3日にアモルゴス島沖に機雷を敷設した。10月4-5日、「TA39」と「TA38」は「Zeus」をSunion岬沖からCaraliani沖まで護衛。10月5日、「TA39」と「TA38」はケア島・Hagios Georgios間に機雷を敷設。ピレエウスへの帰路、イギリスの機動艇「HDML1227」を発見し、「TA39」が攻撃して沈めた。10月7日、「TA39」と「TA38」が兵員輸送船「Anna」を護衛中敵魚雷艇と遭遇し、「TA38」はそれらに対して攻撃を行った。10月8日、「TA38」と「TA39」は商船「Laudon」、「Engers」の護衛の護衛を命じられる。日付が変わった後2隻はピレエウスへの帰途についたが、「TA38」が座礁。付近には敵魚雷艇がいたものの気づかれず、「TA39」は「TA38」をCavalianiまで曳航した。10月9日、「TA39」はPhleves海峡に機雷を敷設。ピレエウスからは撤退が行われ、「TA39」はサロニカへ移動。途中、空襲で大損害を受けた「TA38」がいたヴォロスに入港し、「TA38」が自沈するとその乗員を乗せて10月15日にサロニカに着いた。同日、「TA39」はRボート2隻と共にドイツ兵収容のため出港したが、10月16日にサロニカ湾西岸で触雷し沈没した。人的被害はなく、乗員はRボートに救助された。